# 扎普柳斯科耶湖
58°25′22″N 29°41′33″E / 58.42278°N 29.69250°E
扎普柳斯科耶湖（俄语：Заплюсское озеро），是俄羅斯的湖泊，位於該國西北部，由普斯科夫州負責管轄，處於普柳薩區，面積2.5平方公里，集水區面積67.4平方公里，平均水深1.7米，最大水深3米。